# Кокцидиоидомикоза
Кокцидиоидомикоза или долинска грозница спада у групу гљивичних инфекција. Изазива је  гљивица Цоццидиоидес која живи у тлу у југозападном делу Сједињених Америчких Држава, неким деловима Мексика и Централне и Јужне Америке. Гљива је тедавно пронађена у јужном централном Вашингтону. 
Људи обољевају од кокцидиоидомикозе  након удисања микроскопских спора гљивица из ваздуха. Како се већина људи који удишу споре не разбољева, истраживања су показала да претежно разбољевају особе које су  под већим ризиком да оболе од тешког облика болести. Иако је најчешће тешко спречити  удисања микроскопских спора гљивица из ваздуха, ипак се саветује тим особама да покушају да избегну удисање великих количина прашине ако живе у напред наведеним областима света.
Оболели се најчешће спонтано излече у року од неколико недеља до месеци, али неким пацијентима ће бити потребна и антигљивична терапија лековима. 

## Етиологија
Најчешћи узрозници болести у САД су Coccidioides immitis (обично у Калифорнији) и Coccidioides posadasii (обично ван Калифорније). Клиничке разлике између ове две врсте нису примећене.

### Резервоари и ендемска подручја
Резервоари и ендемска подручја су у:
- Југозападном делу Сједињених Америчких  Државаа (са веома ендемска подручјима која укључују јужну Аризону и јужну долину Сан Хоакин у Калифорнији.,
- делови Мексика
- делови Јужне Америке.

### Преношење
Кокцидиоидомикоза се обично добија удисањем артроконидије из ваздуха, често након нарушавања контаминираног земљишта (нпр. активности мањег обима укључујући изградњу или ископавање, или догађаји великих размера као што су олује прашине и земљотреси).
Примарна кожна кокцидиоидомикоза, кокцидиоидомикоза добијена од донатора чврстих органа, и кокцидиоидомикоза која се преноси фомитом такође могу да се јаве , али су веома ретке.

### Ризичне групе
Људи у ендемским подручјима, посебно они који имају занимања или учествују у активностима током којих се излажу прашини (нпр грађевински или пољопривредни радници, археолози и војни приправници). 

### Фактори ризика
Фактори ризика за тешку или дисеминовану кокцидиоидомикозу укључују:
- афроамеричка раса,[7]
- филипинска етничка припадност,[8]
- ХИВ/АИДС,[9]
- употреба имуносупресивних лекова,[10]
- трансплантација органа,[11]
- шећерна болест,[7]
- трудноћа.[12]

## Клиничка слика
Особе са симптомима (у око 40% случајева) обично се јављају 1 до 3 недеље након излагања са знацима и симптомима:
- умором,
- кашљем,
- диспнејом,
- главобољом,
- ноћним знојењем,
- мијалгијом,
- осипом.

Примарна плућна болест се често самоограничава, али неки пацијенти не успевају да се опораве и развију компликације или хроничну плућну болест (приближно у 5 до 10% случајева). 
Дисеминована болест се јавља у отприлике 1% случајева (веће стопе дисеминације примећују се код одређених ризичних група), при чему су најчешће захваћене кости/зглобови, мека ткива и мождане овојнице. Код особа које развију прогресивну, хроничну или дисеминовану болест, симптоми могу трајати месецима или чак дуже. Менингитис може довести до трајног неуролошког оштећења. Смртност је висока код особа заражених ХИВ-ом са дифузном болешћу плућа.

## Дијагноза
Ниједан физички налаз није патогномоничан за кокцидиоидну инфекцију. Међутим, у ендемским областима, кокцидиоидна инфекција треба да буде велика пажња за пацијенте који имају болест налик грипу и осип на доњим екстремитетима. Сугестивни знаци дисеминиране болести укључују:
- драматично знојење,
- диспнеју у мировању,
- грозницу
- губитак телесне тежине.

Поред неспецифичних системских знакова (нпр грознице), налази физикалног прегледа дијагностички одражава стање система органа или системе који су укључени у болест.

### Респираторне манифестације
Плућну кокцидиоидомикозу је тешко разликовати од других акутних или субакутних респираторних инфекција са грозницом. Већина симптоматских примарних инфекција се не може лако дијагностиковати као кокцидиоидомикоза осим ако класични налази (нпр нодозни еритем) нису присутни у ендемском подручју.
Респираторни симптоми су повезани са озбиљношћу захваћености и деструкције плућа, а крећу се од кашља, до благог респираторног дистреса, до респираторне инсуфицијенције и синдрома акутног респираторног дистреса.
Приближно 5% плућних инфекција резултује стварањем чворова. Они обично не изазивају симптоме, али се могу  разликовати од неоплазме на радиолошким студијама без хистолошког прегледа. Отприлике половина ових чворова се спонтано повлачи. Међутим, упорни чворови на крају могу дегенерисати у кавитације танких зидова, које могу еродирати у суседне мале дисајне путеве или плеурални простор, што доводи до хемоптизе или пнеумоторакса. Руптура периферне кокцидиоидне шупљине у плеурални простор је компликација која је најчешћа код младих мушких пацијената.

### Кожне манифестације
Кожне реакције преосетљивости су честе код примарне кокцидиоидомикозе. Више од 50% оболеле деце и 25% инфицираних особа у целини развија дифузне, пролазне, макулопапулозне осип или уртикарију која може напредовати до нодозумног еритема или мултиформног еритема након 3-21 дана. Мултиформни еритем је чешћи код деце, али нодозум еритема је класична презентација у ендемском подручју.
Еритема нодозум се манифестује као нежни, еритематозни чворови, пречника 1-2 цм, на предњим доњим екстремитетима, иако се могу развити практично било где. Мултиформни еритем се састоји од релативно симетричних еритематозних, експандирајућих макула или папула које еволуирају у класичне лезије шаренице или циљне лезије са светлоцрвеним ивицама. Формирање централних везикула је уобичајено.
Реакције преосетљивости ока често прате еритем нодозум. То укључује флектенуларни коњунктивитис, еписклеритис, склеритис и кератокоњунктивитис.
Ове кожне реакције преосетљивости су повољан прогностички знак; они сугеришу низак ризик за дисеминацију јер су у корелацији са развојем ћелијског имунитета. Еритема нодозум се ређе јавља код особа ван ендемских подручја и ретко се јавља код црнаца, Хиспаноамериканаца и Филипинаца. Међу одраслима, жене имају еритем нодозум много чешће од мушкараца.

### Мускулоскелетне манифестације
Захваћеност мишићно-скелетног система јавља се код једне трећине пацијената са дисеминацијом и укључује следеће:
- унифокалне лезије костију (литичне или склеротичне у 60% случајева)
- унифокалне лезије зглобова (моноартикуларни артритис у 90% случајева)
- ретко, инфициране овојнице тетива показују вилонодуларни синовитис

Иако је артритис обично моноартикуларан, може бити миграторне природе. Колена су најчешће захваћени зглобови, а затим глежњеви и зглобови. Физички налази нису од помоћи у разликовању кокцидиоидомикозе од других узрока моноартритиса или олигоартритиса.
Узорци артроцентезе обично откривају ексудативни излив. Присуство организама варира, а извештаји сугеришу да је директна визуализација организама ретка, али се може јавити у до половине случајева.
Кокцидиоидомикоза утиче на зглобове, изазивајући синовитис. Инфекција кости обично узрокује хронични остеомијелитис, који се често одводи до меког ткива и ствара фистуле. Могу бити захваћене дуге кости и кости шака, стопала, карлице и лобање. Приближно 60% случајева кокцидиоидомикозе ограничено је на једну кост, при чему 20% укључује две кости и 10% укључује три кости.

### Менингитис
Приближно 50% пацијената са дисеминованом кокцидиоидомикозом добија болест ЦНС. Може се јавити акутно са примарном инфекцијом или касније са дисеминацијом. Менинге могу бити једино место дисеминације, у ком случају пацијент има повећан ризик од компликација и смрти.
Кокцидиоидни менингитис може се манифестовати као акутни процес, али је обично хроничан са подмуклим почетком, за разлику од менингитиса узрокованог бактеријом. Упорне главобоље треба темељно проценити након погоршања, посебно у случајевима неуобичајене јачине, удружене мучнине и повраћања, замагљеног вида или промене менталног статуса (нпр. поспаност и конфузија). Друге уобичајене манифестације укључују нухалну ригидност и фотофобију.

### Септички шок
Септички шок се генерално развија код старијих особа или пацијената са ослабљеним имунитетом. На пример, пацијенти са узнапредовалом ХИВ болешћу могу имати фулминантну слику респираторне инсуфицијенције, дифузне пнеумоније, фунгемије и септичког шока који подсећа на грам-негативну инфекцију.
Ово стање се дијагностикује на основу утврђених критеријума и хемодинамског праћења. Анализа цитокина открива повишене нивое фактора туморске некрозе (ТНФ) и интерлеукина-6, као код бактеријске сепсе.

### Кокцидиоидна фунгемија
Ово је веома ретка, фулминантна компликација дисеминоване кокцидиоидомикозе. Чини се да је кокцидиоидна фунгемија чешћа код пацијената са коморбидитетима и имуносупресивним стањима. Око 38% случајева повезано је са ХИВ-ом; 18% са кортикостероидима; 10% са трансплантацијом чврстих органа; а 4% са трудноћом. 
Овај облик болести прате дисеминације на јетру, слезину и мождане овојнице/ЦНС, али ендокардитис није пронађен. Серолошки тестови су позитивни код 87% пацијената. Укупан морталитет након 30 дана је 62%, са средњим преживљавањем од 11,4 дана. Преживљавање је најлошије код имунокомпромитованих пацијената или оних који нису примали антифунгалну терапију.

## Диференцијална дијагноза
Диференцијално дијагностички код кокцидиоидомикозе требало би имати у виду следеће болести:
- Бабезиоза

- Упала плућа стечена у заједници

- Хистоплазмоза

- Инфекције микоплазмама (микоплазмом изазвана упала плућа)

- Оториноларинголошке манифестације грануломатозе са полиангиитисом

- Паракокцидиоидомикоза

- Упала плућа код имунокомпромитованих пацијената

- Плућна еозинофилија

- Туберкулоза

## Терапија
Не постоје докази из рандомизованих студија како би се поуздано утврдило да ли антифунгални третман за некомпликоване кокцидиоидне инфекције смањује трајање симптома или спречава компликације. Неке инфекције ће се решити без антифунгалног третмана.
Смернице Америчког друштва за инфективне болести (ИДСА) предлажу лечење примарне плућне кокцидиоидомикозе код пацијената који су:
- имуносупресивни
- имали тешку или значајно исцрпљујућу болест
- болују од шећерна болести
- старије особе због старости или коморбидитета
- трудни
- имају афричко или филипинско порекло

## Препоруке за едукцију дијагностику и терапију  Америчког друштва за инфективне болести[19]
- Едукација пацијената, пажљиво посматрање и мере подршке као што је обнављање физикалне терапије за пацијенте који изгледају као да имају благе симптоме или симптоме који нису ослабљени, или који су значајно побољшали или решили своју клиничку болест до тренутка постављања дијагнозе.
- Започети са антифунгалним третманом пацијенте који у време постављања дијагнозе имају значајно исцрпљујућу болест
- У пероду постављања дијагнозе код пацијената са екстензивним захваћеним плућним болестима, са истовременим дијабетесом или код оних  који су на неки други начин слаби због старости или коморбидитета, препорука је да се започнеа антифунгални третман.
- Неки стручњаци сматрају да треба укључили афричко или филипинско порекло као индикације за лечење (јако, ниско) .
- Ако се лечење започне код одраслих особа које нису трудне, терапија треба да буде орално апсорбована азолна антигљивична средства (нпр. флуконазол) у дневној дози од ≥400 мг.
- Пацијенти са некомпликованом плућном кокцидиоидомикозом треба да имају план управљања који укључује редовно медицинско праћење, здравствену едукацију и план физичке рехабилитације.
- Када постоји потврда да је плућни чвор настао као последица кокцидиоидомикозе, не препоручује се антифунгални третман за асимптоматски плућни нодул због кокцидиоидомикозе.
- Препорука струке је да се пацијенти са симптоматском хроничном кавитарном кокцидиоидалном пнеумонијом лече оралним агенсима као што су флуконазол или итраконазол.
- Препорука је да се истраже хируршке опције када су каријеси упорно симптоматски упркос антифунгалним третманима. Препоручујемо да се размотре хируршке опције када су каријеси присутни дуже од 2 године и ако се симптоми понове сваки пут када се третман против гљивица прекине
- Препоручујемо да се, када се предузме хируршко лечење кавитарне кокцидиоидне пнеумоније, покуша приступ видео-потпомогнутој торакоскопској хирургији (ВАТС) ако хирург има значајну стручност у ВАТС-у
- Пацијентима са руптуром кокцидиоидне шупљине препоручујемо брзу декортикацију и ресекцију кавитета, ако је могуће (јака, веома ниска) . Ако је плеурални простор масивно контаминиран, декортикације у комбинацији са продуженом дренажом грудног коша могу бити прикладније.
- За пацијенте са руптуром кокцидиоидних шупљина препоручује се орална терапија азолом. За пацијенте који не толеришу оралну терапију азолом или пацијенте чија болест захтева 2 или више хируршких процедура за контролу, препоручује се интравенски АмБ.
- Препоручује се антифунгална терапија у свим случајевима екстрапулмоналне кокцидиоидомикозе меких ткива
- Препорука је примена оралног азола, посебно флуконазол или итраконазол, за терапију прве линије екстрапулмоналне кокцидиоидомикозе меких ткива.
- Интравенски АмБ  треба пприменити у случајевима неуспеха азола, посебно код кокцидиоидног синовитиса
- Терапију азолима за кокцидиоидомикозу костију и зглобова, требало би применти осим ако пацијент нема опсежну или опасну болест скелета или пршљенова која узрокује непосредну компромитацију пупчаника.
- За тешке болести костију, препоручујемо АмБ као иницијалну терапију, уз евентуалну промену на терапију азолима на дужи рок.
- Хируршке консултације требало би обавити за све пацијенте са вертебралном кокцидиоидалном инфекцијом како би се помогло у процени потребе за хируршком интервенцијом
- Хируршке процедуре се препоручују као додатак антифунгалним лековима за пацијенте са коштаним лезијама које изазивају нестабилност кичмене мождине, компресију кичмене мождине или нервног корена или значајан секвестрирани параспинални апсцес.
- Током лечења повремено би требало обавити консултације са хирургом.
- За лечење аутологног или алогеног ХСЦТ или примаоца трансплантације солидних органа са акутном или хроничном плућном кокцидиоидомикозом који су клинички стабилни и имају нормалну функцију бубрега, препоручујемо почетак лечења флуконазолом од 400 мг дневно или еквивалентном дозом заснованом на бубрежној функцији.
- За лечење пацијената са веома тешком и/или брзо напредујућом акутном плућном или дисеминованом кокцидиоидомикозом, препоручујемо употребу АмБ док се пацијент не стабилизује, а затим флуконазол
- За аутологне или алогене ХСЦТ или примаоце трансплантираних солидних органа са екстрапулмоналном кокцидиоидомикозом, препоручујемо исти третман као и за примаоце без трансплантације.
- За алогене ХСЦТ или примаоце трансплантације солидних органа са тешком или брзо напредујућом кокцидиоидомикозом, препоручујемо смањење имуносупресије (без ризика од болести трансплантата против домаћина или одбацивања органа, кад год је то могуће) док инфекција не почне да се побољшава.
- Након почетног лечења активне кокцидиоидомикозе, препорука је да се настави са супресивним лечењем како би се спречила поновна инфекција.

### Препоруке за новорођенчад
- Не препоручују се кокцидиоидне серолошки тестове за одојчад током прва 3 месеца живота. Док позитивне тестове треба тумачити са опрезом током прве године живота.
- Емпиријска терапија флуконазолом у дози од 6-12 мг/кг дневно препоручује се за одојчад за коју се сумња да има кокцидиоидомикозу и треба је наставити док се дијагноза не искључи
- Дојење се не препоручује мајкама које узимају азолне антимикотике осим флуконазола

### Препоруке током трудноће
- Развој симптоматске кокцидиоидомикозе током трудноће треба да подстакне разматрање почетка примене антифунгалне терапије (јаке, умерене) . За жене које развију почетну неменингеалну кокцидиоидну инфекцију током трудноће, њихово лечење зависи од зрелости фетуса.
- За жене које развију почетну неменингеалну кокцидиоидну инфекцију током првог тромесечја трудноће, препоручује се интравенска примена АмБ. Остале опције укључују без терапије са пажљивим праћењем  или азолни антифунгални лек након едукације мајке о потенцијалној тератогености. Након првог тромесечја трудноће, може се узети у обзир азолни антифунгални лек, као што је флуконазол или итраконазол. Коначна алтернатива би била давање интравенозне АмБ током трудноће
- За жене које развију болест током првог триместра трудноће, препоручује се интратекални АмБ . После првог тромесечја и у случајевима када се болест дијагностикује после првог тромесечја, може се прописати азолни антифунгални лек, као што је флуконазол или итраконазол.
- Међу женама са историјом раније кокцидиоидомикозе које тренутно нису на терапији, ризик од реактивације је низак и антифунгална терапија се не препоручује (јака, умерена) . За такве жене, потребно је пажљиво праћење, укључујући добијање кокцидиоидних серолошких тестова при почетној посети и сваких 6-12 недеља током трудноће.
- За жене са неменингеалном кокцидиоидомикозом на антифунгалној терапији које затрудне док је инфекција у ремисији, антифунгална терапија азолима може се прекинути уз клиничко и серолошко праћење сваких 4-6 недеља да би се проценила реактивација (слаба, ниска) . Алтернатива овоме, посебно ако кокцидиоидна инфекција није јасно у ремисији, јесте да се прекине антифунгална терапија азолима и започне интравенска примена АмБ током првог тромесечја, враћајући се на азолни антифунгални лек након првог тромесечја.
- За трудницу са кокцидиоидомикозом која је на азолној антифунгалној терапији у време трудноће, терапију азолима треба прекинути у првом тромесечју како би се избегао ризик од тератогености. Током овог периода, један приступ је интратекални АмБ, посебно ако су присутни менингеални знаци и симптоми. Антифунгална терапија азолима се затим може поново започети током другог тромесечја или интратекални АмБ наставити током целе гестације. Алтернатива је да се настави са антифунгалном терапијом азолом током трудноће под условом да мајка пристане на овај приступ након што је обавештена о ризицима и предностима ове стратегије. Коначна алтернатива за трудницу са кокцидиоидомикозом је да престане са применом азолних антимикотика, пажљиво прати пацијента током првог тромесечја и поново започне терапију азолом против гљивица током другог или трећег триместра. Због ризика од рецидива са овим приступом, неки стручњаци га не препоручују.
- Развој фебрилне плућне болести током трудноће код жене која живи у кокцидиоидном ендемском региону или са одговарајућом историјом путовања треба проценити на активну кокцидиоидомикозу, укључујући добијање радиографије грудног коша и кокцидиоидне серологије и културе.